# جيمس شارب (سياسي)
جيمس شارب (بالإنجليزية: James Sharp)‏ هو سياسي أمريكي، ولد في 18 نوفمبر 1843 في المملكة المتحدة، وتوفي في 7 مايو 1904 في سولت ليك في الولايات المتحدة.